# جعفر أباد العليا (باغستان)
جعفر أباد العلیا (بالفارسية: جعفرآباد علیا) هي قرية تقع في إيران في Baghestan Rural District. يقدر عدد سكانها بـ 460 نسمة .